# Министерство на снабдяването и държавните резерви на България
Министерство на снабдяването и държавните резерви (МСДР) е държавна институция в Народна република България с ранг на министерство, съществувала в периода 1968 – 1981 година.

## История
Министерствотото е създадено на 27 декември 1968 г., наследявайки функциите на Главното управление на материално-техническото снабдяване. То е централен орган за управление, отговарящ за държавната политика по съхранението, движението и използването на материалните ресурси в Народна република България. Министерството провежда единно ръководство по организацията на материално-техническото снабдяване и съчетава икономическите и административните методи на ръководство. Компетенциите му включват издаването на правилници, наредби и заповеди по дейността на материално-техническото снабдяване.
Основните задачи на министерството са участие в разработването на държавния план съвместно с Държавния комитет за планиране и отговорност за неговата материална обвързаност. За тази цел министерството разработва материални баланси, разпорежда се с оперативните запаси от суровини и материали, дава заключения по балансите на други министерства и стопански организации и осъществява методическо ръководство и контрол по тези баланси.
Министерството съгласува производствените програми на предприятията по частта за материално-техническото снабдяване, разпределя вноса по външнотърговски организации, ръководи снабдяването със суровини и материали, издава разпоредби за разпределянето и съхранението на дефицитни суровини и материали и създава условия за преминаване на снабдителната дейност на търговска основа. Ръководството се изгражда чрез съчетаване на единоначалието с колективния принцип.
В структурата на министерството функционират Електронноизчислителен център, Научноизследователска група и редакцията на бюлетин „Материално-техническото снабдяване“. То ръководи и подпомага всички пласментно-снабдителни организации в Народна република България за ефективно снабдяване на народното стопанство. В системата на министерството действат различни стопански организации като: ДСО „Териториално снабдяване“, ДСО „Рудметал“, ДСО „Химснаб“, ДСО „Петрол“, ДСО „Вторични суровини“, ДСП „Наука и техника“, Главно управление за държавния резерв, ВТП „Химимпорт“, ВТП „Рудметал“, Отделение за изследване, проучване и експериментална дейност на складовото стопанство и окръжни пласментно-снабдителни организации.
Министерството е закрито на 17 юни 1981 г.

## Структура
- Централно управление
  - Ръководство
    - Министър
    - Заместник-министри

  - Отдели
    - „Планиране и материални баланси“
    - „Контрол и координация“
    - „Нормиране и използване на материалните ресурси“
      -         - Инспекция за контрол по разхода на материалите

    - „Организация и методология на снабдяването“
    - „Развитие на техническата база и снабдяването и контрол по инвестициите“
    - „Административен“
    - „Бюджетно-счетоводен и всички общофункционални обслужващи звена“
    - „Договори и арбитраж“
    - „Финанси и икономически нормативи“
    - „Планово-икономически“
    - „Финансово-счетоводен“

  - Институт за нормиране и ефективно използване на материалите
  - Държавен ведомствен арбитраж
  - Управление на материалните ресурси